# Demokracie podle de Tocquevillea

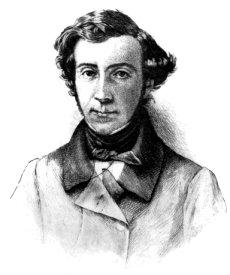
Alexis de Tocqueville.

Demokracie podle de Tocquevillea a její popis je založen na osobní zkušenosti myslitele s americkou a francouzskou formou demokratického zřízení, kdy popsal základní charakteristiky, tedy výhody a nevýhody demokracie oproti monarchické vládě.

## Úvod
Francouzský sociolog Alexis de Tocqueville byl prvním, kdož popsal soustavně rozdíly mezi demokratickými a monarchistickými společnostmi. Za jeho pobytu ve Spojených státech v letech 1831–1832 analyzoval americký demokratický model, který popsal ve své dvoudílné knize Demokracie v Americe (I. díl: 1835, II. díl: 1840). V ní nastínil zásady fungování amerického demokratického zřízení, její ústavní pořádek, ale především provedl rozbor dopadu demokracie na chování a myšlení jedinců a fungování institucí.

### Pojetí demokracie
De Tocqueville popisuje demokracii ve dvojím slova smyslu. V užším pojetí je pro něj demokracie systémem zastupitelské formy vlády lidu, v širším smyslu, který je důležitější, pak formou sociální demokracie, tzn. stavem společnosti, kde je rozhodující nadvláda všeobecné rovnosti životních podmínek. Ovšem demokratická revoluce, která se již tehdy odehrála v USA a přelila se do Evropy, není pro de Tocquevilla tím nejlepším. Aristokracie totiž i přes své nevýhody, které sám spatřuje např. v asymetrickém postavení vladaře a šlechtického stavu na straně jedné a poddaného lidu na druhé straně, má i své klady. Zde je možné uvést to, že panovník nebývá nakloněn vládě tyranie, šlechta pečuje v pastýřském duchu o prostý lid. Tito poddaní přijímají svou podřízenost a obě sociální třídy cítí vzájemný respekt a akceptují se. Navíc aristokratické zřízení podporuje vyniknutí výjimečných charakterů a osobností, z nichž prýští velký duch, vášně i činy. Aristokracie vytváří syntézu antagonistických stavů: bohatství a chudoby, moci a bezmoci, vzdělání a nevzdělanosti.
Naopak demokracie ze své podstaty tyto extrémy průměruje a zmírňuje: žádné přehnané vášně, žádné osobnosti, intenzivní city. Upřednostňovány jsou průměrné charaktery, klid, spořádanost či mírný blahobyt pro všechny.
Transformace monarchie v demokracii je nahodilá a doprovázená intelektuálním (hodnotovým) zmatkem. De facto se tento přerod ve Francii odehrává jen na bázi společnosti, kdy zákony, představy a morálka doposud zachovávají aristokratický charakter. Společnost má tedy navenek demokratický řád, ale chybí jí hodnoty, které by měly usměrňovat a napravovat charakter. Takové demokratické zřízení je v podstatě slabé, bez velkých vášní a osobností, lid pozbývá úcty k autoritám, bohatí soupeří s chudými o moc. Chudí si mimoto podrželi nevzdělanost od svých předků, ale bohužel ztratili zbytky ctnosti.

## Demokracie v USA
Alexis de Tocqueville si všiml, že ve Spojených státech je nejdůležitějším principem ve struktuře společnosti pravidlo svrchovanosti lidu. To je aplikováno ve všech třech mocích – výkonné, zákonodárné a soudní, což také odráží jeho citát:
| „                                                                            | Lid vládne americkému světu jako Bůh vesmíru. | “ |
| — Alexis de Tocqueville Demokracie v Americe (2000), Praha: Academia, s. 16. |                                               |   |

### Klady a zápory americké demokracie
Pro americkou společnost z takového demokratického zřízení plynou jak pozitiva, tak i negativa:
Klady
1. Konstantní ekonomická, politická a sociální aktivita amerických občanů.[6]
2. Respekt k zákonům.[7]
3. Snaha úředníků o rozhodnutí, která jsou v souladu se zájmem lidu, vycházející z předpokladu, že sami úředníci jsou také lidé.[8]

Zápory
1. Demokracie mají nedostatečnou sílu v krizích, např. ve válečném stavu.[9]
2. Náchylnost úřednictva ke korupčnímu jednání. Mimoto takové jednání je často odhaleno a je špatným vzorem vyslaným směrem do společnosti.[10]
3. Vysoká frekvence opakujících se voleb, která udržuje lid ve stavu „horečného vzrušení“.[11]
4. Legislativa pak doznává s měnícími se vládami rychlé změny, dochází k rychlému střídání úřednického aparátu, což znemožňuje přenos zkušeností ve státní správě.[11]
5. Správu věcí veřejných třímají zřídkakdy ve svých dlaních ti nejschopnější. Důvodem je absence lidu poznat a zvolit ty nejlepší jedince ze svých řad, navíc k tomu přistupuje závist, intriky a setrvávání starých kádrů na dosažených pozicích.[12]
6. Rozhodnutí členů státní správy je negativně ovlivněno diktátem faktického suveréna, tedy většiny lidu. Tato tyranie většiny pak napomáhá „dvořanskému duchu“ uvnitř společnosti a vytěsnění nejlepších osobností z veřejného života.
7. Jedinec se většinou neodváží postavit proti většinovému mínění, protože by ho to stálo respekt spoluobčanů a možnost uplatnění ve společenském (politickém) životě.

## Obecné nedostatky demokracie
Obecnou výhradou de Tocquevilla vůči demokracii je to, že demokratický řád potlačuje svobody ve jménu rovnosti.
Demokratický despotismus tak mírovými prostředky fakticky vede k větší občanské konformitě, než je tomu u absolutní monarchie.
De Tocqueville se domnívá, že demokracie jako „rovnost podmínek“ je nevyhnutelným údělem moderního člověka.
Dnešní národy už nemohou nic změnit na rovnosti životních podmínek, ale závisí na nich, zda je:
| „                                                                             | ...rovnost dovede k otroctví nebo ke svobodě, ke vzdělanosti nebo barbarství, k blahobytu nebo bídě. | “ |
| — Alexis de Tocqueville Demokracie v Americe (2000), Praha: Academia, s. 599. | |   |